# Dékány Endre (költő)
Dékány Endre (Szeged, 1926. december 6. – Budapest, 2004. április 3.) magyar bibliográfus, könyvtáros, költő, lexikográfus, újságíró, lapszerkesztő.

## Életpályája
Édesapja Dékány Sándor. 1945-ben érettségizett a szegedi piarista gimnáziumban. Ezután a Pázmány Péter Tudományegyetem Hittudományi Karán tanult. Egy évig Műegyetemi hallgató volt. Teológiát Budapesten hallgatott, 1948-ban Szegeden, 1951-ben ismét Budapesten tanult. 1964–1987 között a Magyar Tudományos Akadémia Irodalomtudományi Intézetének könyvtárosa volt. 1965-ben könyvtárosi államvizsgát tett. 1987-ben nyugdíjba vonult. 1988-ban alapító tagja volt a Keresztény Értelmiségiek Szövetségének
A magyar középkor történetét kutatta. Tagja volt a Magyar Demokrata Fórumnak, a Keresztény Ökumenikus Baráti Társaságnak, a Piarista Diákszövetségnek, valamint választmányi tagja a Szent István Társulat Igazgató Tanácsának. A budapesti Szent Anna-plébánia közösségéhez tartozott. A Jel című folyóirat szerkesztőbizottsági tagja volt.
Temetése a szegedi Belvárosi temetőben volt.

## Művei
- Innen és túl (válogatta, szerkesztette Lukács Lászlóval és Rónay Lászlóval; Budapest, 1984)
- Virrasztók. A Vigilia 50 éve (szerkesztette Lukács Lászlóval és Rónay Lászlóval; Budapest, 1985)
- Húsz katolikus költő (szerkesztette; Budapest, 1985)
- A pedagógus Kálvin (1987)
- A magyar református egyház Németh László életművének tükrében (tanulmány, 1987, 1999)
- Sík Sándor emlékezete. Születésének 100. évfordulóján (Szentendre, 1989)
- A Magyar Nemzet repertóriuma III-IV. 1941-1944 (szerkesztette, 1990-1991)
- Változatok az életre (versek; válogatta: Szeghalmi Elemér, szerkesztette: Jelenits István; Budapest, 1993)
- Trócsányi Dezső Emlékkönyv (szerkesztette Kövy Zsolttal, Simon Kálmánnal, Pápa, 1995)
- Pusztaszer alkotmánya (válogatott versek, Budapest, 1996)
- Tükörírás (esszék, kritikák, tárcák, publicisztikák, 2001)